# Inga Ellis
Inga Andrea Johanna Ellis, född Sundblad 11 oktober 1899 i Herrljunga, död 7 februari 1986 i Täby, var en svensk skådespelare. 
Hon var från 1923 gift med skådespelaren Elis Ellis. De är begravda på Danderyds kyrkogård.

## Filmografi
- 1921 – Fru Mariannes friare
- 1924 – Sten Stensson Stéen från Eslöv
- 1925 – Två konungar
- 1926 – Charleys tant

## Teater

### Roller (ej komplett)
| År   | Roll | Produktion                                   | Regi          | Teater                |
| ---- | ---- | -------------------------------------------- | ------------- | --------------------- |
| 1922 | Jean | Dick eller Danny Lee Wilson Dodd             | Erik Berglund | Blancheteatern        |
| 1922 | Elly | Babyn Hans Sturm och Fritz Jakobstedter      | Nils Arehn    | Blancheteatern        |
| 1926 |      | Kärlekstokar och abborrkrokar! Hedvig Nenzén |               | Klippans sommarteater |